# Bodegas Valentín Bianchi
Bodegas Bianchi es una empresa argentina localizada en el Departamento San Rafael, la cual posee viñedos propios ubicados en forma adyacente a las bodegas y en otras fincas a lo largo de la provincia de Mendoza.

## Historia
Fue fundada en 1928 por Don Valentín Bianchi, un inmigrante italiano que llegó a la Argentina en 1910, bajo el nombre de “El Chiche”. Inicialmente era una bodega pequeña dedicada casi exclusivamente a la producción de Super Médoc y Riesling, pero con los años fue tomando mayor escala.
El espíritu emprendedor y la vocación de Don Valentín nunca se apagó, Importó cepas y las readaptó a las características climáticas y regionales del suelo sanrafaelino. Así, poco a poco, se fue forjando una bodega familiar cuyo nombre se convertiría en una tradición Argentina.
El legado continuó con Enzo Bianchi, su hijo y Valentín “Tincho” Bianchi, su nieto. Ambos fueron reconocidos enólogos que continuaron la labor del fundador con la misma vocación, hasta conseguir que la bodega estuviera entre las de mayor prestigio en el país y el mundo.
En 1934 comenzó a ser renombrada al ganar el premio de carácter nacional al "máximo exponente de calidad". Durante 1951 la empresa se transformaría a Valentín Bianchi S.R.L y más tarde en Valentín Bianchi S.A.C.I.F, expandiéndose por gran parte del sur de la provincia de Mendoza. 
En 1965, Enzo Bianchi, ícono de la enología argentina lanzó Don Valentín Lacrado, un vino en honor a su padre y fundador de la bodega.
La bodega de vino espumante se abrió en 1995 en San Rafael. Antes de la inauguración, Don Enzo Bianchi y Tincho habían realizado varios viajes por las principales regiones de producción de Champán en Francia, que definieron las características que debería tener su vino espumante. En esos viajes, diseñaron y consolidaron un concepto para este vino que luego se materializó en su plan de vino espumante. Con los años, se desarrolló una técnica sofisticada. Tal técnica mejorada aún más, por la calidad de las uvas Pinot Noir y Chardonnay cosechadas bajo el clima especial y las condiciones del suelo en San Rafael, dando como resultado el método tradicional francés en Argentina. 
En 2012, se lanzó al mundo el L10, desarrollado por la bodega en colaboración con la Fundación Leo Messi. Un vino único, pensado con un fin solidario y con el objetivo de cooperar con los programas de asistencia social en beneficio de los niños más necesitados que realiza la Fundación Leo Messi en Argentina.
En 2016 la bodega contó con dos lanzamientos: Marló Dulce, un vino pensado exclusivamente para mujeres, y Don Valentín Lacrado Extra Brut.
En la actualidad exporta sus productos a más de 35 países, incluido la zona del Valle de Napa en Estados Unidos.

## Bodegas y viñedos

### San Rafael, Mendoza
Las fincas están ubicadas en San Rafael, Mendoza, y son irrigadas por el agua pura del río Diamante.
La altitud oscila entre los 600 y 800 con suelos arcilloso-arenosos conformados por sedimentos aluvionales, ricos en calcio y material orgánico. A estos factores hay que agregarle la nieve, abundante en la cordillera, que posibilita, luego, un mayor caudal de aguas de riego.
Con lluvias promedio de 190 mm de octubre a marzo, su clima es seco y la temperatura promedio es baja de 14,8 °C. 

### Valle de Uco, Mendoza
Es considerada como una de las áreas con mayor potencial para el desarrollo de vinos de alta calidad. Sus viñedos crecen a una altitud de 1100 m s. n. m. , y reciben las bondades de sol andino y sus aguas. La bodega fue construida en armonía con el entorno natural, reflejando un gran respeto por el ambiente.

## Premios
En 2014, Famiglia Bianchi malbec de la cosecha 2012 ganó la medalla de oro al mejor vino tinto del mundo en el torneo Vinalies Internationales de Francia. 150 miembros de un riguroso jugado internacional galardonaron el vino entre 3500 concursantes de 41 países distintos, en la categoría “Vin Rouge”.